# Bandiera dell'Impero e del Regno Russo
La bandiera dell'Impero russo (in russo Флаг Российской Империи?, Flag Rossijskoj Imperii) fu la bandiera adottata dall'Impero russo come bandiera di Stato dal 1697 al 1853

## Storia
Secondo la teoria più accreditata lo Zar Pietro I ideò la bandiera ispirandosi al Tricolore olandese, cambiandone però l'ordine dei colori con la concezione del mondo dell'epoca: il rosso, in basso (il mondo fisico), al centro il blu (il cielo) e in alto il bianco (il divino).
Questa bandiera fu inizialmente adottata come bandiera per la Marina Militare Russa, per poi essere sostituita da una bandiera bianca con una Croce di Sant'Andrea, acquisendo nel tempo lo status di bandiera nazionale.

Bandiera della Marina Militare Russa

 Con il decreto di Pietro I del 20 gennaio 1705 che obbligava tutte le navi che transitavano sulla Moscova, sul Volga e sulla Dvina ad issarla, divenne anche la bandiera della Marina Mercantile Russa. 
Nel 1856, nonostante non fosse la bandiera ufficiale di Stato, venne issata in occasione della cerimonia della trattato di pace di Parigi nel 1856 al termine della guerra di Crimea.
Nel 1858 lo Zar Alessandro II di Russia approvò come bandiera di Stato una bandiera dalle stesse proporzioni di quella precedente, ma con i colori della dinastia dei Romanov: (partendo dall'alto) Nero, Giallo e Bianco. Questa bandiera, nonostante fosse la bandiera ufficiale di Stato, fu sempre surclassata dal più popolare tricolore e criticata perché molto simile alla bandiera dell'Impero austriaco.

La bandiera approvata da Alessandro II

Nel 1914 lo Zar Nicola II di Russia abolì definitivamente la bandiera di Alessandro II a favore del tricolore bianco, blu e rosso e a una nuova bandiera, creata attraverso un abbinamento dello stendardo imperiale e del tricolore. Secondo lo Zar questo avrebbe dovuto creare un legame tra lui e il popolo. 

La bandiera dellunione tra lo Zar e il popolo del 1914

## Altre bandiere

### Stendardi e bandiere dello Zar

Bandiera dei Romanov.
Stendardo Imperiale dal 1858.
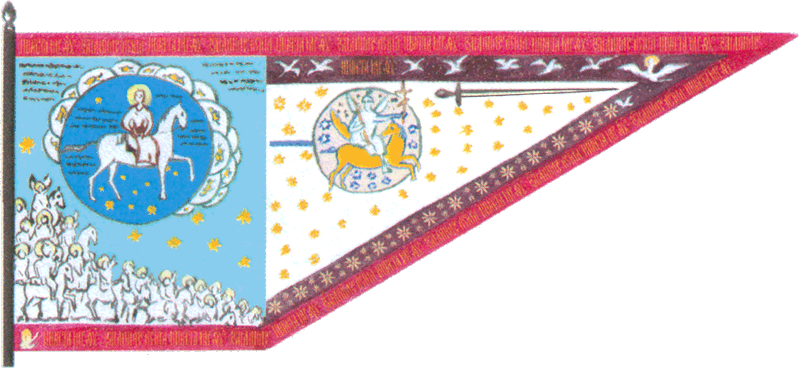
Bandiera di Ivan IV di Russia.
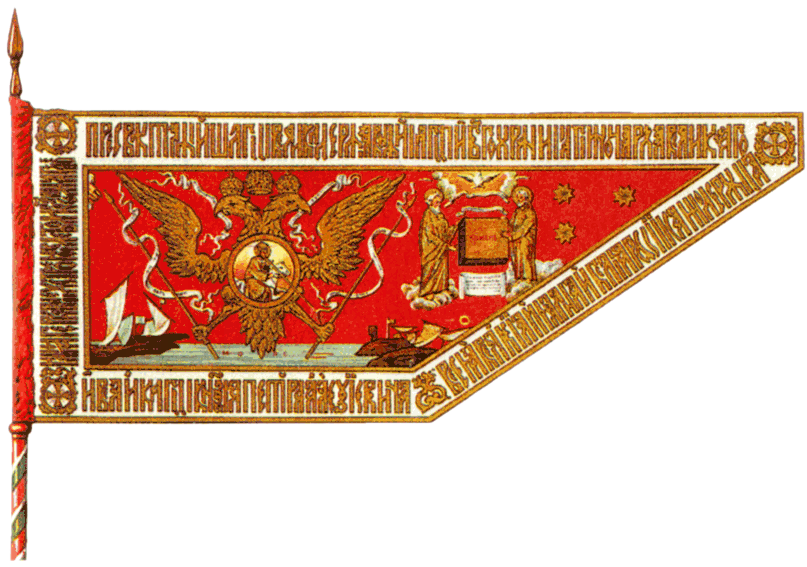
Bandiera dello Zar Pietro I di Russia
Bandiera dello Zar (XVII secolo)

### Bandiere militari

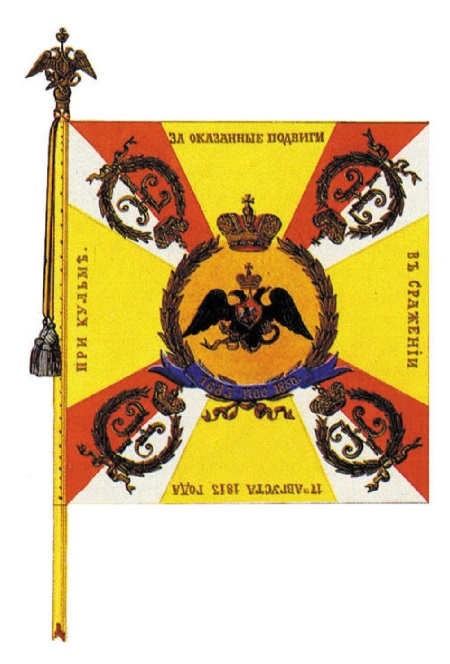
Bandiera del Reggimento Preobraženskij nel 1850.
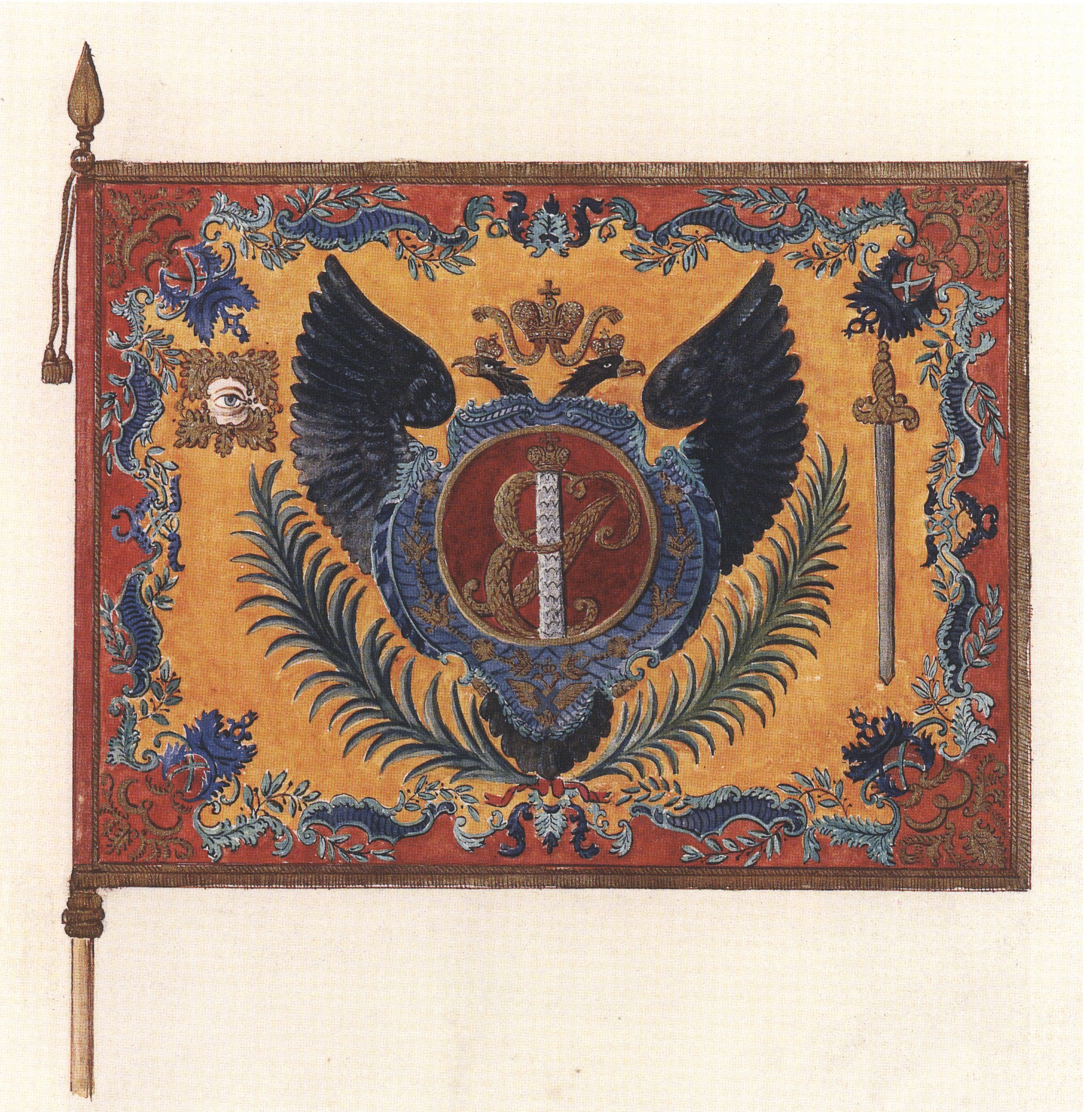
Bandiera del Reggimento Preobraženskij nel 1742.
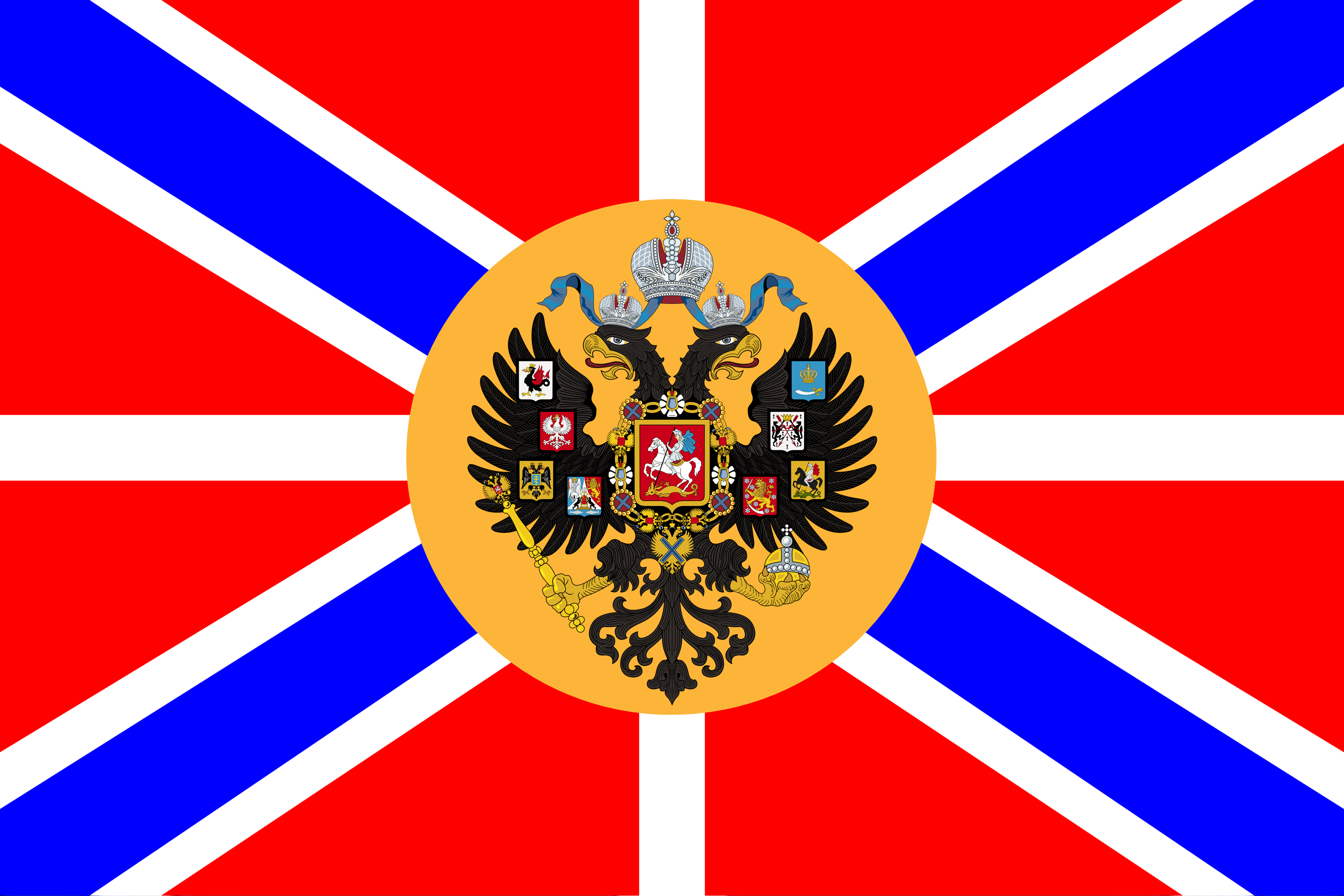
Bandiera del ministro della guerra dell'Impero russo
Bandiera issata sulla Fregata Orël, considerata da molti la prima nave da guerra russa.

### Bandiere regionali

Bandiera dell'America Russa.